# Dinu Plîngău
Dinu Plîngău (n. 13 aprilie 1994, Edineț, raionul Edineț, Republica Moldova) este un politician moldovean, președintele partidului Platforma DA și fost deputat în Parlamentul Republicii Moldova în legislatura 2019-2021. A fost cel mai tânăr deputat din legislatura respectivă. La 13 iulie 2021, a devenit președintele interimar al Platformei DA, ulterior fiind ales președintele formațiunii în cadrul congresului partidului din 8 mai 2022, pentru un mandat de cinci ani.

## Biografie
Plîngău a studiat dreptul la Universitatea de Stat din Moldova, obținând licență și master. Până a deveni deputat, s-a manifestat ca activist. În 2014, a fondat Mișcarea Civică „Tinerii Moldovei”, unde deține și calitatea de președinte. Împreună cu aceștia, în ianuarie, 2015, Plîngău a organizat primul protest împotriva furtului miliardului din sistemul financiar-bancar. Ulterior, a participat la protestele organizate de Platforma Civică Demnitate și Adevăr, condusă de Andrei Năstase. În 2016, a devenit membru al noului Partid Politic „Platforma Demnitate și Adevăr” și în septembrie 2017 a fost ales președinte al Organizației de Tineret al Platformei DA. Este, de asemenea, co-fondator și membru al Asociației pentru Dezvoltarea Democrației DECID.
A candidat la alegerile parlamentare din 2019 atât pe circumscripția națională, cât și pe Circumscripția uninominală nr. 3 Edineț din partea Blocului electoral ACUM, din care făcea parte partidul său. La Edineț a fost învins de candidatul Partidului Democrat din Moldova, dar a ajuns în cele din urmă deputat pe listă de partid.
Devenind deputat la 24 de ani, Plîngău a fost cel mai tânăr parlamentar din legislatura respectivă, cât și din istoria Republicii Moldova la acea dată. Tot el este primul deputat din istoria țării născut în Republica Moldova, nu în URSS.
A făcut parte din fracțiunea „ACUM PLATFORMA DA” și a fost membru al Comisiei juridice, numiri și imunități.
În calitate de deputat, a avut cea mai prolifică activitate din Legislatura a X-a în ceea ce privește dosarele câștigate la Curtea Constituțională, acesta obținând 11 victorii, printre care se numără păstrarea independenței Serviciului de Informație și Securitate, prevenirea limbii ruse de la obținerea unui statut egal cu cel al limbii române, blocarea unui credit de 200 milioane de dolari din partea Federației Ruse în condiții dubioase, oprirea reducerii bugetelor locale, prevenirea extragerii ilegale de zăcăminte, blocarea facilităților pentru industria tutunului și a afacerilor duty-free.